# Cleopatra (film din 1934)

Cleopatra este un film din 1934 distribuit de Paramount Pictures care prezintă povestea reginei Cleopatra a VII-a a Egiptului. Scenariul a fost scris de Waldemar Young, Vincent Lawrence și Bartlett Cormack. Filmul a fost produs și regizat de Cecil B.. DeMille. Claudette Colbert interpretează rolul reginei Cleopatra a VII-a a Egiptului, William Warren este Iulius Caesar, Henry Wilcoxon este Marc Antoniu, Joseph Schildkraut este regele Irod și Ian Keith este Octavian.  
În 1934, codul Hays abia intra în vigoare, astfel încât DeMille a folosit imagini riscante (de exemplu începe filmul cu o femeie goală), ceea ce nu a mai reușit în filmele sale de mai târziu. 
Filmul a fost lansat de mai multe ori, cea mai recentă fiind o ediție DVD de aniversare a 75 ani, în 2009, ediție lansată de către Universal Studios Home Entertainment.  

## Povestea
În anul 48 î.Hr. Iulius Cezar cucerește jumătate din lume și își îndreaptă acum atenția spre Egipt, unde Cleopatra și fratele ei Ptolemeu se luptă pentru tronu. Ptolemeu are ca prim-ministru pe Pothinos, care o răpește pe Cleopatra, împreună cu sfătuitorul ei personal, Apollodor, și îi lasă în deșeert, ca să moară sau să plece și să trăiască într-o țară nouă, în Siria. Iulius Cezar ajunge în curtea centrală a palatului, unde Pothinos încearcă să-l convingă să ofere conducerea Egiptului numai lui Ptolemeu. Cleopatra îl impresionează pe Cezar prin apariția ei dintr-un covor persan. Cererea ca Prolemeu să fie conducător unic în Egipt este respinsă. Cleopatra și Cezar devin aliati cu promisiunea ca toate bogățiile din India să fie ale ei. 
Când Cezar, pe care ea l-a dus în eroare, este ucis, ea își transferă toată afecțiunea sa către Marc Antoniu. Dar trucul posibil să nu funcționeze și a treia oară...

## Distribuția
- Claudette Colbert este Cleopatra
- Warren William este Iulius Caesar
- Henry Wilcoxon este Marc Antoniu

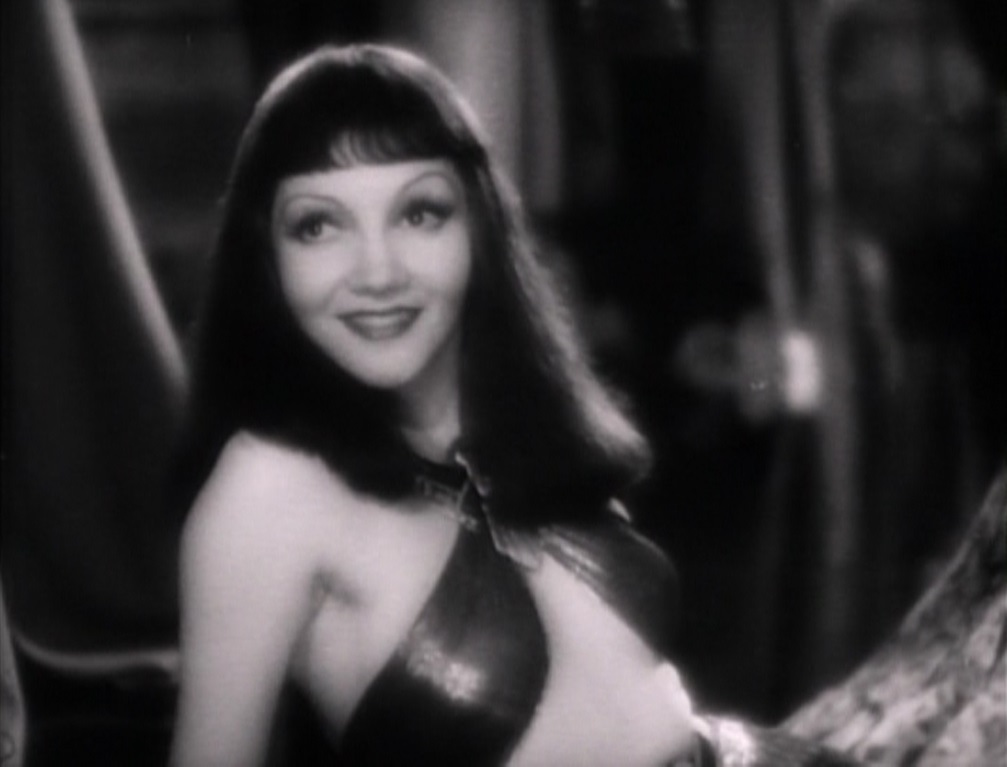
Claudette Colbert este Cleopatra

- Joseph Schildkraut este Regele Irod
- Ian Keith este Octavian
- Gertrude Michael este Calpurnia
- C. Aubrey Smith este Enobarbus
- Irving Pichel este Apollodorus
- Arthur Hohl este Brutus
- Edwin Maxwell este Casca
- Ian Maclaren este Cassius
- Eleanor Phelps este Charmion
- Leonard Mudie este Pothinos
- Grace Durkin este Iras
- Ferdinand Gottschalk este Glabrio (scene șterse)